# Sand Hill River (Minnesota)
Der Sand Hill River ist ein 163 km langer rechter Nebenfluss des Red River of the North im US-Bundesstaat Minnesota.

## Flusslauf
Der Oberlauf des Sand Hill River wird vom Sand Hill Dam zum Sand Hill Lake aufgestaut. Unterhalb diesem fließt der Sand Hill River in überwiegend westlicher Richtung. Fast der gesamte Flusslauf liegt im Polk County. Lediglich ein kurzer Flussabschnitt östlich von Rindal befindet sich in den südlich angrenzenden Countys Mahnomen und Norman. Südlich von Winger kreuzt der U.S. Highway 59 den Fluss. Der Sand Hill River umfließt südlich die Gemeinde Fertile. Ab der Einmündung des Kittleson Creek 10 km westlich von Fertile ist der Sand Hill River auf einer Strecke von 27 km kanalisiert. Er passiert dabei südlich die Ortschaft Beltrami. Auf den unteren 25 km fließt der Sand Hill River in seinem natürlichen Flussbett. Dabei fließt er anfangs nach Norden, passiert die Ortschaft Climax und mündet schließlich wenige Kilometer weiter westlich in den Red River of the North. Bei Climax, 6 km oberhalb der Mündung, überquert der U.S. Highway 75 den Fluss.
Der Sand Hill River weist im Mittel- und Unterlauf auf den Abschnitten, die nicht kanalisiert sind, ein stark mäandrierendes Verhalten mit unzähligen Flussschlingen und Altarmen auf. Auf diesen Abschnitten wird er meist von einem schmalen Auenwaldgürtel flankiert. 

## Hydrologie
Das Einzugsgebiet des Sand Hill River umfasst etwa 1230 km². Es besteht hauptsächlich aus Prärie. Im westlichen Einzugsgebiet befinden sich unzählige bewässerte landwirtschaftliche Anbauflächen. Die Jahresabflüsse schwanken sehr stark. Der (langjährige) mittlere Abfluss am Pegel bei Climax beträgt 2,6 m³/s. Im April führt der Sand Hill River gewöhnlich die größte Wassermenge mit im Mittel 11,2 m³/s.